# سانتیاگو زوربریگن
سانتیاگو زوربریگن (انگلیسی: Santiago Zurbriggen؛ زادهٔ ۲۷ فوریهٔ ۱۹۹۰) بازیکن فوتبال اهل آرژانتین است.
از باشگاه‌هایی که در آن بازی کرده‌است می‌توان به باشگاه فوتبال لانوس اشاره کرد.